# Krzeszowice
Krzeszowice je mesto na jugu Poljske, Malopoljsko vojvodstvo. Leži ob reki Krzeszówka. 